# Suyoen Kim
Suyoen Kim (* 12. November 1987 in Münster) ist eine deutsche Violinistin mit koreanischen Wurzeln.

## Leben
Suyoen erhielt ihren ersten Geigenunterricht im Alter von fünf Jahren bei Houssam Mayas. 1996 wechselte sie zu Helge Slaatto an die Musikhochschule Münster (bis 2005: „Hochschule für Musik Detmold, Abteilung Münster“), an welcher sie als jüngste Jungstudentin aufgenommen wurde und bis zu ihrem Diplom im Juni 2008 studierte. 2010 und 2012 absolvierte sie Aufbaustudien bei Ana Chumachenco an der Hochschule für Musik und Theater München und im Rahmen der Further Masters Studies an der Kronberg Academy. Letzteres wurde durch das Steigenberger/Rath-Stipendium ermöglicht.
Sie absolvierte außerdem Meisterkurse bei Rainer Kussmaul, Ida Haendel, Ana Chumachenco und Elizabeth Wallfisch. In den Jahren 2005, 2006 und 2012 besuchte sie auf Einladung Seiji Ozawas die International Music Academy Switzerland (Ozawa’s Academy). Darüber hinaus ist sie Stipendiatin der Gesellschaft zur Förderung der westfälischen Kulturarbeit e.V. Münster (GWK) und der Konrad-Adenauer-Stiftung. Ihre Konzerte fanden unter anderem in Deutschland, Korea, Japan, Schweden, Dänemark, Frankreich, Italien, Österreich, Polen, Belgien und Chile statt.

## Tätigkeit als Solistin
Mit den Dirigenten Kurt Masur, Eliahu Inbal, Myung-Whun Chung, Steven Sloane, Jan Latham-Koenig, Peter Ruzicka und Walter Weller arbeitete Suyoen als Solistin zusammen.
Solistisch spielte sie außerdem auch mit folgenden Orchestern und Philharmonien:
- Deutsche Kammerphilharmonie Bremen,
- NorrlandsOperan Orkester,
- Hermitage Theatre Orchestra St. Petersburg,
- Copenhagen Philharmonie,
- Baden-Badener Philharmonie,
- Münchner Symphoniker,
- Augsburger Philharmonie (Augsburger Philharmoniker),
- Bayerische Kammerphilharmonie,
- Staatsorchester Cottbus,
- Orchestre Philharmonique de Strasbourg,
- Bochumer Symphoniker,
- Neue Philharmonie Westfalen,
- Niederrheinische Sinfoniker,
- Württembergisches Kammerorchester Heilbronn,
- Kammerphilharmonie Amadé,
- Seoul Symphony Orchestra,
- NDR Sinfonieorchester.

## Instrumente
Von 2011 bis 2015 spielte Suyoen Kim die Stradivari „ex Croall“ aus dem Jahr 1684, zur Verfügung gestellt von der Portigon AG (ehemals WestLB). Seit Januar 2015 spielt sie die Stradivari „Lord Newlands“ aus dem Jahr 1702, eine Leihgabe der Nippon Music Foundation.

## Diskografie
Suyoen hat folgende CDs produziert:
| Jahr | Titel                                                                                           | Inhalt | Label                    | Anmerkungen |
| 2003 | Kammermusik                                                                                     | Franz Wüllner: Violinsonate e-Moll op. 30                                                                        | Verlag Dohr, Köln        | mit Tobias Bredohl (Klavier) |
| 2005 | Debut: Mozart - Hartmann                                                                        | Wolfgang Amadeus Mozart: Violinkonzert KV 218 Karl Amadeus Hartmann: 2. Suite für Violine solo, Concerto funèbre | OehmsClassics            | in Zusammenarbeit mit der Bayerischen Kammerphilharmonie |
| 2009 | Mozartiana                                                                                      | W. A. Mozart: Violinsonaten K 304, 378 & 454 Duo & Variationen für Violine und Viola                             | Deutsche Grammophon (DG) | Interpreten: Evgeni Bozhanov Richard Yongjae O‘Neill |
| 2009 | Joseph Joachim Violin Concerto in the Hungarian Style, Op. 11 Violin Concerto in G minor, Op. 3 | Joseph Joachim: Violinkonzert, Op. 11 Violinkonzert in G-Dur, Op. 3                                              | NAXOS                    | In Zusammenarbeit mit der Weimarer Staatskapelle unter der Leitung von Michael Halász. Die Produktion ist Teil der Preisträgerförderung des Internationalen Joseph Joachim Violinwettbewerbs, Hannover. |
| 2011 | J. S. Bach Sonatas & Partitas                                                                   | Bach Sonaten und Partiten für Violine Solo                                                                       | Deutsche Grammophon      | |

## Auszeichnungen
1999
- 1. Preis beim „Internationalen Berlingske Tidende Jugendwettbewerb“ in Kopenhagen
- GWK-Förderpreis Musik

2000
- 1. Preis und Goldmedaille (Beste aller Instrumentengattungen) beim „Internationalen Berlingske Tidende Jugendwettbewerb“ in Kopenhagen

2001
- 1. Preis beim Bundeswettbewerb „Jugend musiziert“
- Sonderpreis der Deutschen Stiftung Musikleben für „außerordentliche Leistungen“[4][3]
- Förderpreis „Jugend musiziert“ des Sparkassenverbandes Westfalen-Lippe
- Ruth-Flesh-Gedächtnispreis bei den Internationalen Baden-Badener Meisterkursen

2002
- DAAD-Preis
- Stennebrüggen-Preis der Baden-Badener Philharmonie/Carl Flesch Akademie

2003
- 5. Internationaler Violinwettbewerb Leopold Mozart in Augsburg: Mozart-Preis – 1. Preis, Publikumspreis und Sonderpreis für die beste Interpretation des zeitgenössischen Auftragswerks
- Förderpreis der Patronatsgesellschaft für Theater und Orchester Baden-Baden e.V.
- Brahms-Preis der Brahms-Gesellschaft in Baden-Baden
- Preisträgerin des 11. Wettbewerbs des Deutschen Musikinstrumentefonds[4]

2005
- Förderpreis des Landes Nordrhein-Westfalen für junge Künstlerinnen und Künstler
- Stipendiatin der Konrad-Adenauer-Stiftung

2006
- 1. Preis beim Internationalen Joseph Joachim Violinwettbewerb Hannover

2009
- 4. Preis beim Concours Musical Reine Elisabeth in Brüssel[2]

## Rezeption
“What this second movement requires ist the sense of desolate introspection and withdrawal that is present in abundance in the recent version of the Concerto, by the young German violinist Suyoen Kim. […] But the Concerto’s most insightful recording comes, astonishingly, from one of the youngest groups of performers: the supremely eloquent and marvelously poised German violinist Suyoen Kim, with Pietari Inkinen making his chamber-sized band obey every last nuance in the score, will bring tears to the eyes of all but the hardened listener. Hartmann’s times were such that he could not waste effort on music that did not matter: the “Concerto funèbre” is intense, serious, a powerful musical encapsulation of the pity of war, loss, shame and anger. Suyoen Kim’s version is worthy of this essential 20th-century masterpiece.”
- Piers Burton-Page, BBC Music Magazine Februar 2006
“Suyoen Kim plays with the technical brilliance and musical maturity that have already brought her, at the age of 18, to the attention of conductors like Kurt Mazur and Seiji Ozawa. The Mozart is full of charm, played with an alluring warmth of tone, a nice sense os scale and fluid melodic lines. Hartmann’s Suite is in four short movements, it was written in 1927 and is very much of its time, with its jazzy finale and a feeling that Stravinsky’s soldier is not far away. Suyoen Kim dispatches its pyrotechnics with ease, and weaves its melodies with sensitivity and assurance. The “Concerto funèbre”, also of its time, is much darker work, which mostly eschews showy virtuosity in favour of extended melodic lines – halting and fragmented in the slow movement, wide-reaching and impassioned in the third. Suyoen Kim plays with fluency and occasional high drama. In the tragic finale she is affecting and beautiful, like a bleak counterpart to Vaughan William’s lark.”
- Tim Homfray in: the Strad, Juli 2006